# Galeria Łódzka
Galeria Łódzka – centrum handlowe w Łodzi przy alei Piłsudskiego 15/23, w centrum miasta, niedaleko ulicy Piotrkowskiej. Galeria Łódzka została otwarta 24 października 2002.

## Opis
Inwestorem Galerii jest niemiecka firma ECE Projektmanagment Polska, która wybudowała już Galerię Dominikańską we Wrocławiu (bardzo podobną do Galerii w Łodzi), a generalnym wykonawcą Strabag Polska. Pierwotnie jednym z najemców galerii miała być sieć hipermarketów HIT, lecz jej właściciel sprzedał polski oddział Tesco, zanim galeria się otworzyła.
17 września 2015, przed wejściem do Galerii Łódzkiej na rogu al. Piłsudskiego i ul. Henryka Sienkiewicza, odsłonięto pomnik Ferdynanda Wspaniałego.
W 2017 roku Tesco zapowiedział zamknięcie do 14 września swojego hipermarketu w Galerii. Powodem zamknięcia były zbyt niskie obroty. Na miejscu Tesco swoją placówkę otworzył Lidl, do czego doszło 29 listopada 2018 r.

## Architektura
Swoją architekturą i kolorystyką Galeria nawiązuje do okolicznych budynków pofabrycznych, choć jest to konstrukcja całkowicie nowa. 3-poziomowy budynek galerii handlowej jest wybudowany w kształcie litery L, na terenie opadającym z północy na południe, co powoduje, że poziom znajdujący się na wysokości gruntu od wejścia północnego, staje się pierwszym piętrem od strony wejścia południowego. Budynek Galerii otacza 3-poziomowy, zadaszony, płatny parking na 1400 samochodów. Powierzchnia handlowa wynosi ok. 45 000 m². Wewnątrz znajduje się hipermarket, ok. 170 sklepów oraz kilkanaście restauracji, kawiarni i barów.

Galeria została wyróżniona w 2002 roku przez Stowarzyszenie Architektów Polskich. W 2004 roku Galeria otrzymała nagrodę European Shopping Centre Award, w dorocznym konkursie na najlepsze centra handlowe (w kategorii dużych obiektów handlowych – powyżej 35 000 m²), przyznawaną przez Międzynarodową Radę Centrów Handlowych (International Council of Shopping Centres). W uzasadnieniu podano umiejętne wkomponowanie w infrastrukturę centrum miasta, ciekawy projekt architektoniczny oraz właściwy dostęp samochodem i transportem publicznym do obiektu.

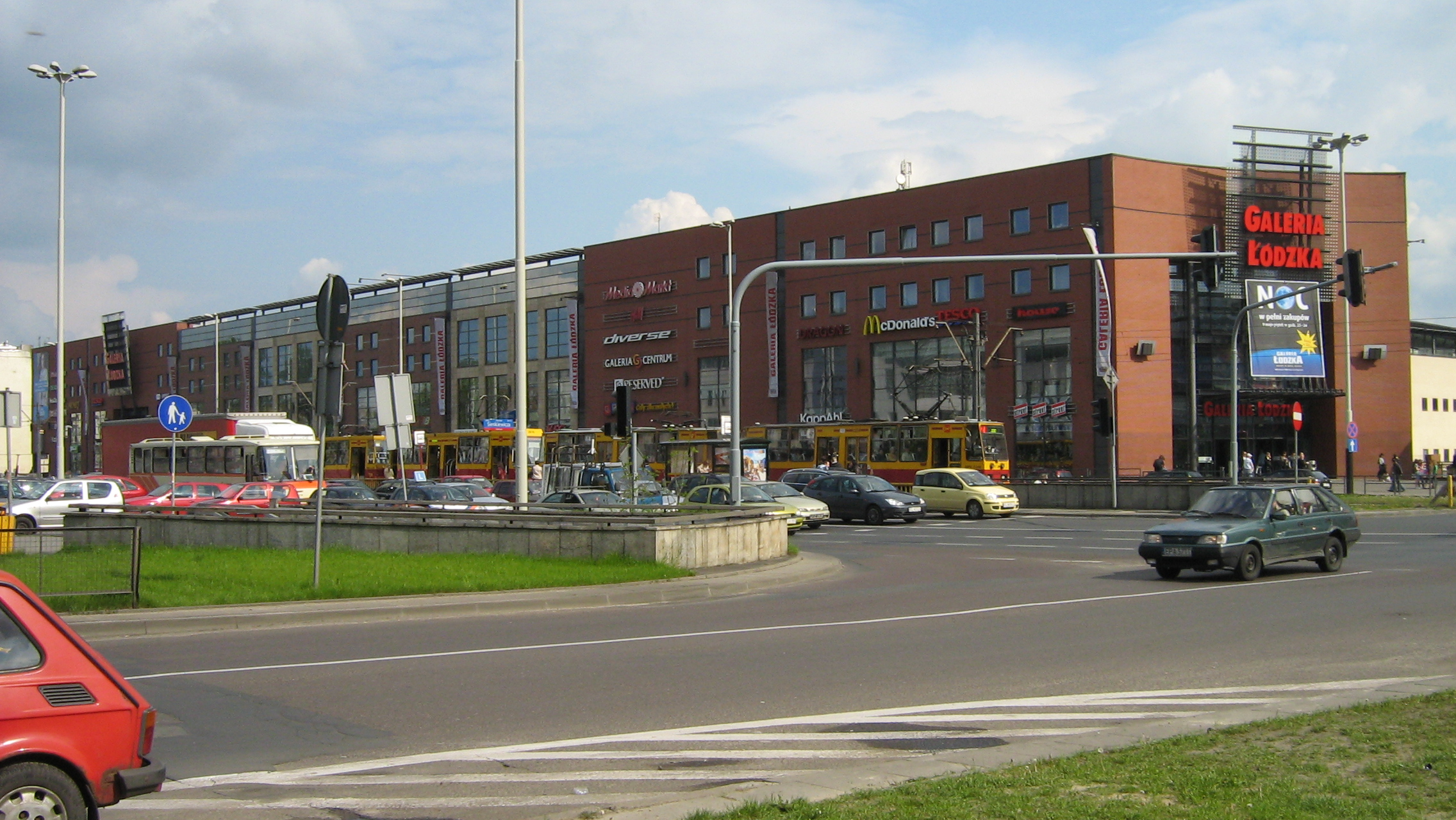
Galeria Łódzka w maju 2008